# Romane Lunel
Romane Lunel (Alençon, 11 novembre 2004) è una nuotatrice artistica francese.

## Palmarès
- Europei

Roma 2022: bronzo nel team tecnico e nel team highlights
Funchal 2025: bronzo nel duo tecnico e nella gara a squadre (programma tecnico)
- Giochi europei

Cracovia 2023: oro nella routine acrobatica, bronzo nella gara a squadre programma tecnico

### Coppa del Mondo
- 7 podi:
  - 1 secondo posto (1 nella gara a squadre)
  - 6 terzi posti (5 nella gara a squadre e 1 nel duo)